# 向家煕
向家熙（むかい いえひろ）は、室町時代中期の公家。父親は不明。姉小路家向（小鷹利）家当主。

## 概要
向家は飛騨国の姉小路家の庶流。向小島家や小鷹利家とも。向小島城を居城とした。家熙の父親は不明であるため、古川家・小島家との関係も不明。
家熙は足利義満から右衛門佐に任官されており、飛騨国に在国しながらも室町幕府の外様衆となっていた。